# 化隆回族自治県
化隆回族自治県（かりゅう-かいぞく-じちけん）は中華人民共和国青海省海東市に位置する自治県。

## 行政区画
- 鎮:巴燕鎮、群科鎮、牙什尕鎮、甘都鎮、扎巴鎮、昂思多鎮
- 郷:初麻郷、二塘郷、謝家灘郷、徳恒隆郷、沙連堡郷、阿什奴郷、石大倉郷
- 民族郷:雄先チベット族郷、査甫チベット族郷、塔加チベット族郷、金源チベット族郷